# Редон, Одилон
Одилон Редон, настоящее имя Бертран Редон (фр. Odilon Redon; 20 апреля 1840, Бордо — 6 июля 1916, Париж) — французский художник- постимпрессионист, живописец, рисовальщик, акварелист и литограф, один из родоначальников символизма в изобразительном искусстве начала XX века.

## Биография
Одилон Редон — псевдоним Бертрана Редона, родившегося в Бордо, в семье Бертрана Редона Старшего и Одиллии, молодой креолки французского происхождения, родившейся в Новом Орлеане. Она вышла замуж за Бертрана Редона в США, когда ей было всего четырнадцать лет. Супруги прибыли во Францию через пять или шесть лет после свадьбы и после рождения Эрнеста Редона, старшего брата-музыканта. Через четыре года родился Одилон Редон. Всего в семье было пять детей, помимо двух старших братьев: младшая сестра Мари и два младших брата, Лео и Гастон.
Детство будущий художник провёл в семейном винодельческом поместье Пейербальд, расположенном в нескольких милях к юго-западу от Бордо. Там он был оставлен на попечении кормилицы до одиннадцати лет. Мальчик с четырёх лет страдал припадками эпилепсии, и родители прятали его от глаз знакомых. Считается, что после паломничества в базилику Нотр-Дам де Верделе и приношению «Чёрной Деве», которая, как известно, лечила недуги, болезнь Одилона его отпустила.
В 1851 году Одилон вернулся в семью и в возрасте десяти лет поступил в школу в Бордо, брал уроки игры на скрипке и фортепиано и в следующем году выиграл приз по рисованию. Первое причастие он совершил в 1852 году. В 1857 году Редон пытался поступить в парижскую Школу изящных искусств, но провалился на первом же экзамене.

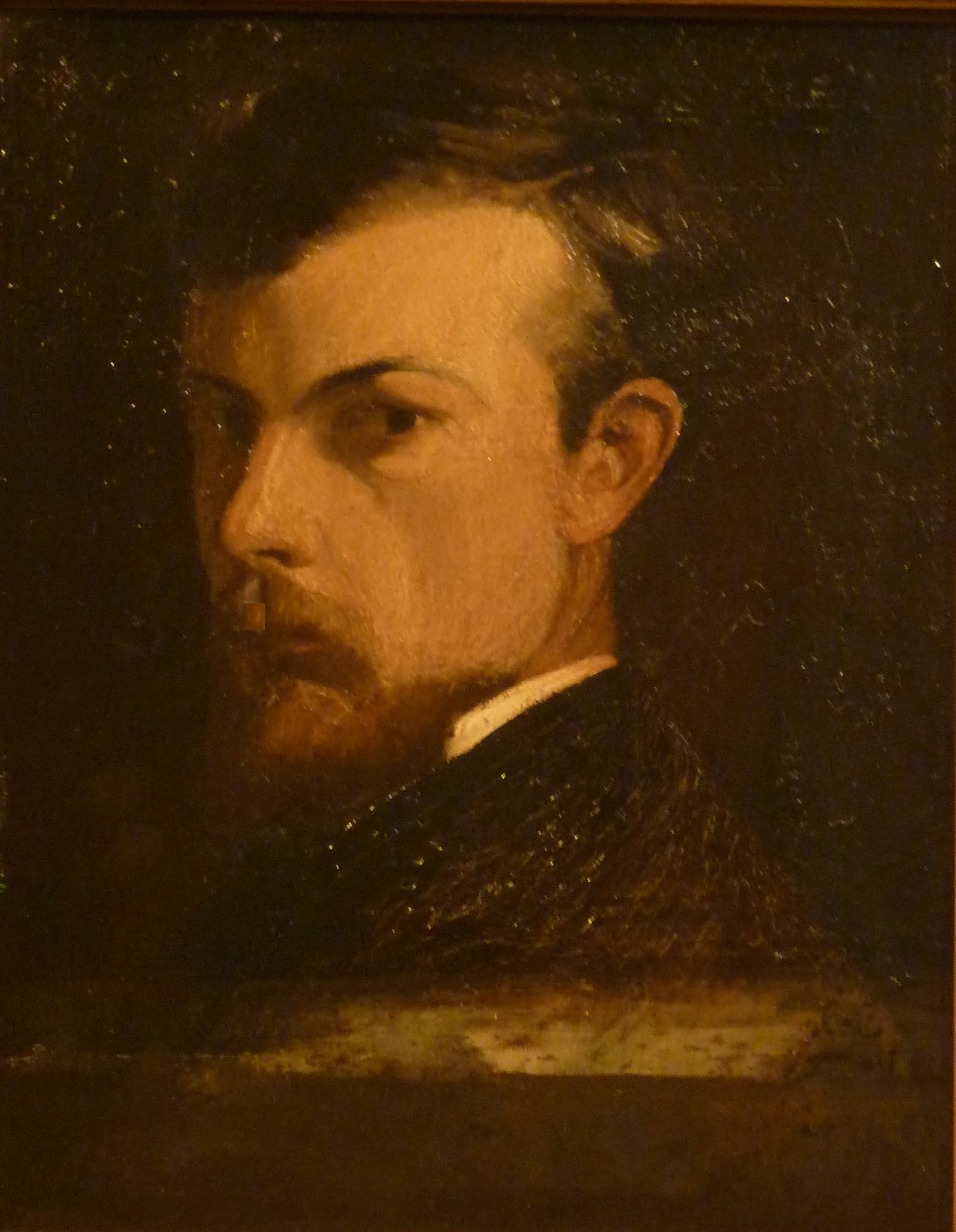
Автопортрет. 1867. Дерево, масло. Музей Орсе, Париж

С 1855 года он учился живописи в Бордо у местного художника-романтика Станисласа Горена, ученика Эжена Изабе, который обучил его технике акварели. Здесь же, через три года состоялся дебют Редона — на ежегодной выставке Общества любителей искусств он показал две свои картины.
С 1864 года стал заниматься в Школе изящных искусств в Париже у Жана Леона Жерома. Литографии учился у Анри Фантен-Латура. В Париже Редон открыл для себя живопись Жана-Франсуа Милле, Камиля Коро, и Гюстава Моро. Эти картины его потрясли. Приблизительно в то же время старший брат художника ввёл его в кружок молодых интеллектуалов. Здесь, в 1863 году Одилон Редон познакомился с Рудольфом Бреденом, гравёром-протосимволистом, испытав глубокое воздействие его творчества и решив стать художником-графиком.
В Бордо он подружился с ботаником Арманом Клаво, который был на двенадцать лет старше его, и который познакомил его с наукой и литературой. Благодаря ему Одилон увлёкся учениями Дарвина и Ламарка, он прочитал «Цветы зла» Бодлера и проиллюстрировал некоторые стихи, читал Гюстава Флобера, Эдгара Аллана По и индуистскую поэзию.
В восемнадцать лет, после окончания учёбы, отец предложил ему подготовиться к конкурсу изящных искусств на звание архитектора, но конкурс он провалил. В 1865—1870 годах Редон много рисовал, в основном, углём, затем создавал большие листы в черно-белой литографии, которые называл «чёрными» или «чернотами».
С 1867 года начал вести дневник под названием «Себе самому», в котором изложил свои взгляды на искусство и творчество. Записи завершил в 1915 году.
Будучи болезненным и мнительным человеком, Редон долгое время не мог найти своё место в искусстве, не верил, что может создать что-то стоящее. В 1868 году, например, когда картину Редона «Роланд у Ронсеваля» приняла комиссия парижского Салона, автор в последний момент испугался суда критики и забрал свою работу.
Переломным в жизни художника стал 1870 год. Одилон Редон записался добровольцем в действующую армию (шла франко-прусская война) и, к удивлению домашних и друзей, проявил себя смелым и стойким воином. Для Франции война окончилась унизительным миром, но Редону она придала уверенности в своих силах. Однако и после этого его не оставляли мрачные видения.
В марте 1874 года умер отец Редона, и это стало для художника сильным потрясением, хотя он так никогда и не смог изжить свою обиду на него за «бездомные» детские годы. Вместе с тем смерть отца позволила Редону полностью посвятить себя искусству. Художник переехал в Париж, поселился на Монпарнасе, познакомился со Стефаном Малларме. Он стал посещать литературно-музыкальный салон мадам де Рессак, знакомился с Анри Фантен-Латуром, Полем Шенаваром и музыкантом Эрнестом Шоссоном. Он остался в Барбизоне, чтобы изучить там деревья и подлесок. В 1878 году он впервые путешествовал по Бельгии и Голландии.
В 1879 году Редон решился, наконец, выпустить альбом своих рисунков, воспроизведённых литографским способом, или, по его собственному определению, «реактивной литографией» (la lithographie de jet) — методом погружения в бессознательное, в источники своего вдохновения: сны и грёзы. Этот альбом, называвшийся «В мире снов» (фр. Dans le rêve), привлёк к себе внимание лишь некоторых знатоков и коллекционеров. Вслед за этим циклом последовали и другие: «Эдгару По» (1882), «Истоки» (1883), «В честь Гойи» (1885), «Искушение святого Антония» (1888, 1889, 1896), «Гюставу Флоберу» (1889), «Цветы зла» (1890), «Апокалипсис» (1899). Все работы этих циклов населены странными существами, наполнены причудливыми образами. В 1886 году Редон принял участие в восьмой и последней выставке импрессионистов.
В 1880 году художник женился на Камилле Фальт (1852—1923), креолке из французской колонии Реюньон. Этот брак оказался на редкость счастливым, хотя супругам пришлось пережить большое горе — в шестимесячном возрасте умер их первенец Жан. Художник был так подавлен, что некоторое время не мог работать. В 1889 году у него родился второй сын Анри. Его появление на свет помогло Редону излечиться от тоски.
После 1884 года публика стала проявлять интерес к работам Редона — именно тогда увидел свет роман французского писателя Жориса Карла Гюисманса «Наоборот» (фр. À rebours). Главный герой этого произведения собрал у себя впечатляющую (и тщательно описанную автором) коллекцию произведений искусства; были в этой коллекции и работы Редона.
В 1899 году Поль Дюран-Рюэль организовал выставку произведений молодых художников под названием «В честь Редона», на которой были представлены рисунки Редона пастелью. Однако материальное положение Одилона Редона оставалось трудным, его произведения не покупали. В 1906 году в галерее Дюран-Рюэля прошла ещё одна выставка работ Редона и в том же году — в Осеннем салоне. В 1913 году работы художника экспонировались на Международной выставке современного искусства в Нью-Йорке.
Скончался Одилон Редон в Париже 6 июля 1916 года. «Я доволен своей жизнью, — писал мастер в последнее десятилетие своей жизни, — и спокойно иду навстречу судьбе».

## Творчество
Творчество Редона условно разделяется на два периода: «чёрный» и «цветной». Одилона Редона с детства охватывали частые приступы тревоги и тоски. Между 1870 и 1895 годами молодой художник был особенно подвержен видениям, страхам и кошмарам, создавал навязчивые и местами жутковатые литографии и рисунки углём, которые он называл своими «нуарами» (noirs). «Чёрное, — говорил Редон, — рождается в самых потаённых глубинах души».
В 1881 году Редон впервые выставил в помещении «Ви модерн» все свои «чёрные» рисунки.
Особую известность получил его рисунок чёрного ворона — посланника смерти, а также изображение огромного волосатого паука с человеческим лицом. Другой важной темой были огромные глаза, рассматривающие зрителя. Например, рисунок, изображающий один глаз, который является одновременно гондолой воздушного шара, или яйцо с лицом на подставке, символизирующее кошмар клаустрофоба. Рисунок «Парсифаль» (1891) — отклик на музыку оперы Рихарда Вагнера, потрясшую Париж в середине 1880-х годов.
В этих композициях Редона доминирует тревожное, «протосюрреалистическое» отчуждение либо отрешённая мистическая созерцательность (в особенности в христианских и буддийских сюжетах). По высказываниям его друзей у Редона «никогда не было вкуса к действительности… В художественном отношении он страдал плодотворным неврозом. Ему снились чудовищные цветы, сумасшедшие головы и какие-то измученные, скорбные глаза». Сам Редон говорил: «Мне пришла мысль о создании новых существ по своей воле… Меня называли визионером, даже спиритом. Но для меня это реальность, я это вижу. Это у меня в глазах. Я приоткрыл дверь, ведущую к тайне. Я создал вымысел. Для меня бессознательное — это, быть может, единственная реальность» .

## Произведения «чёрного периода»

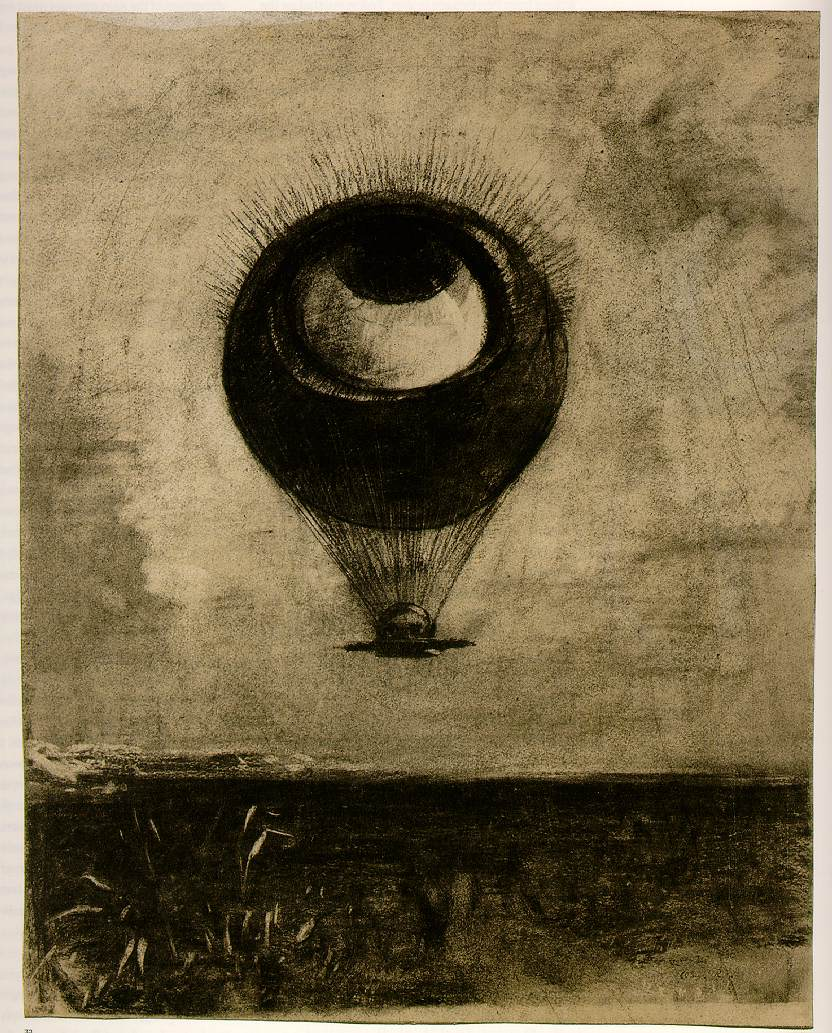
Глаз-воздушный шар. 1898. Литография
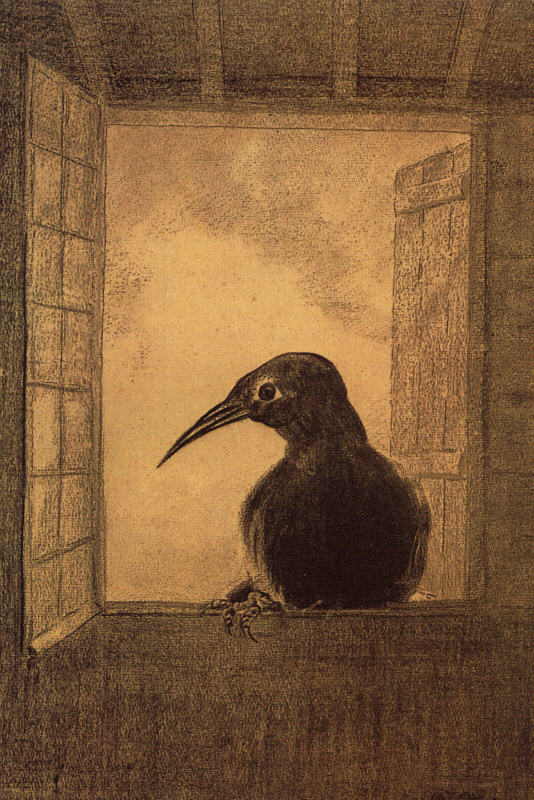
Ворон. 1882. Бумага, уголь. Национальная галерея Канады, Оттава
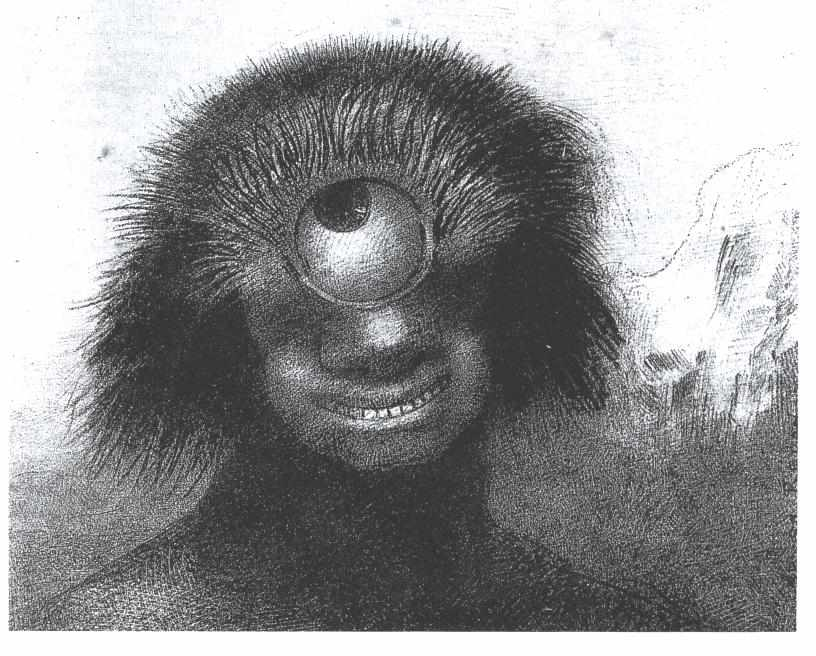
Уродливый полип плавал на берегу, подобие улыбающегося и отвратительного циклопа. 1883. Литография
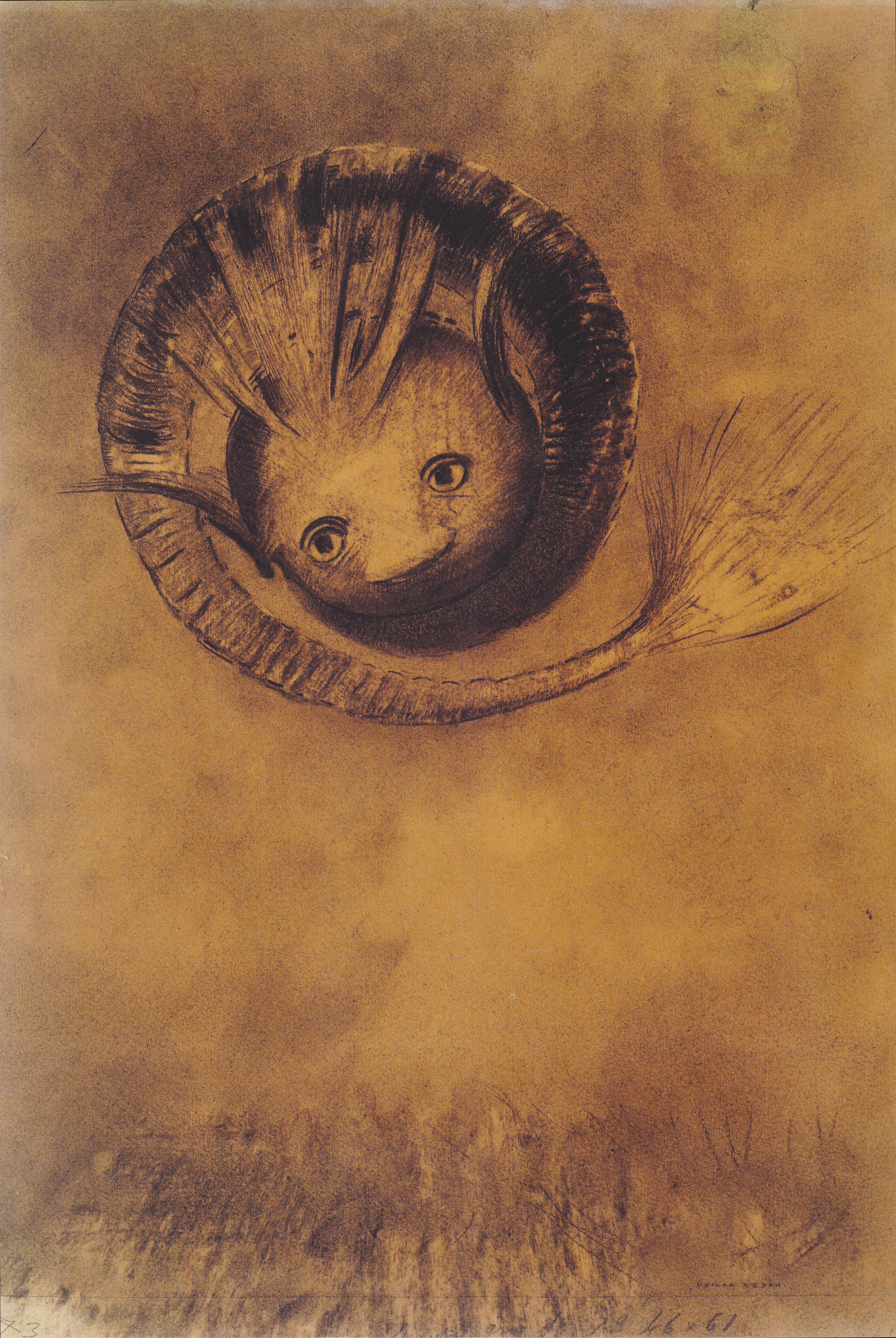
Химера. 1883. Цветная бумага, уголь, сангина. Музей Крёллер-Мюллер, Оттерло, Нидерланды
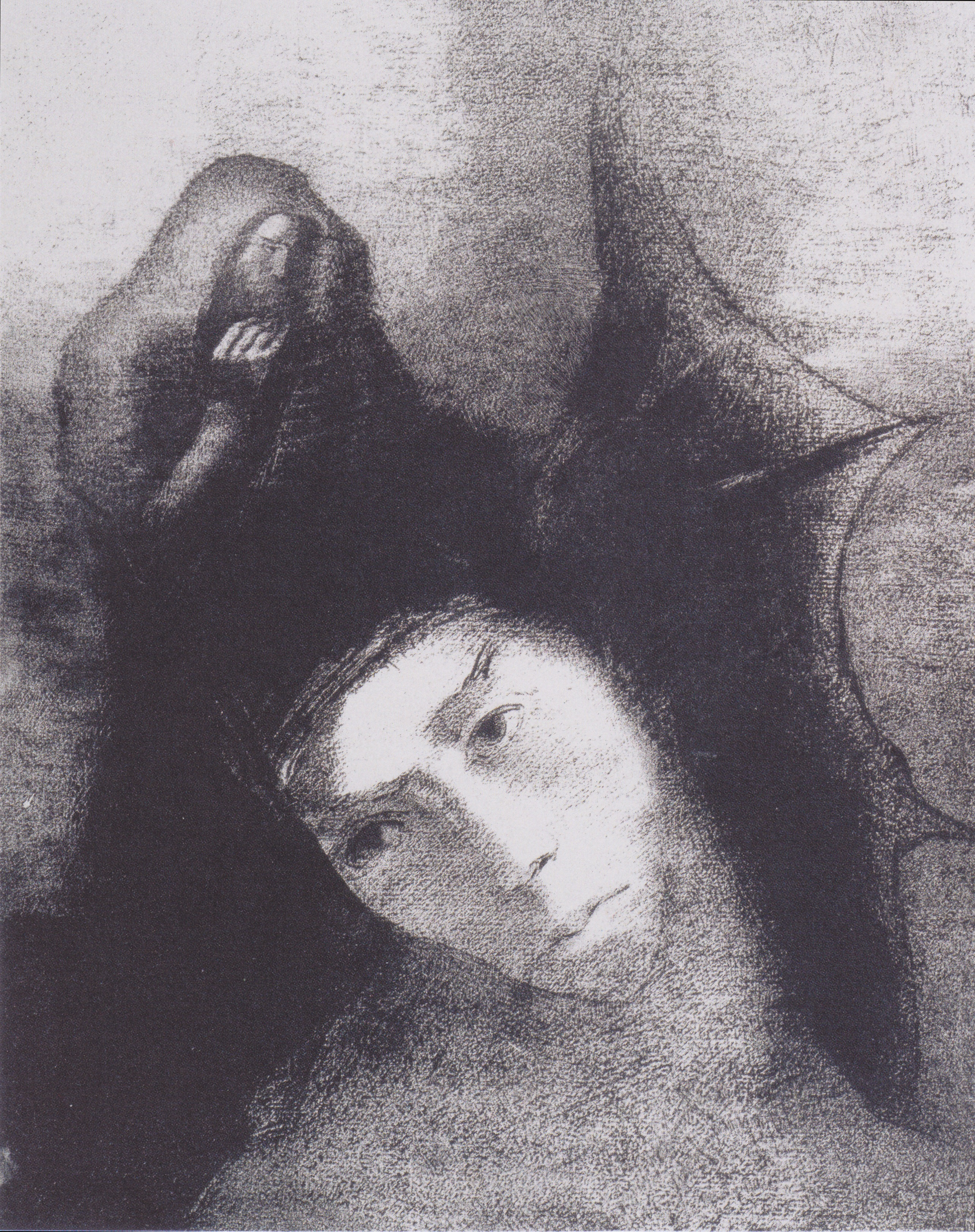
Из цикла «Искушение святого Антония»: Антоний: Какой во всем этом смысл? Дьявол: Нет смысла. 1896. Литография
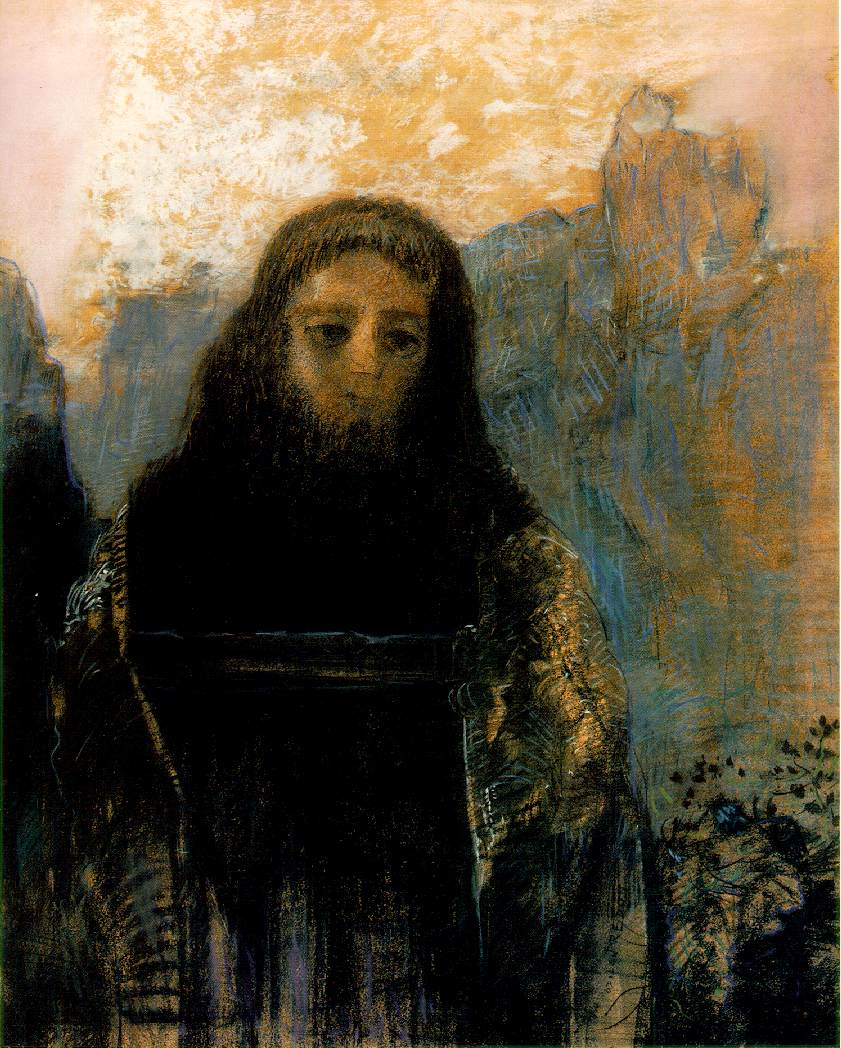
Парсифаль. 1891. Бумага, пастель, уголь
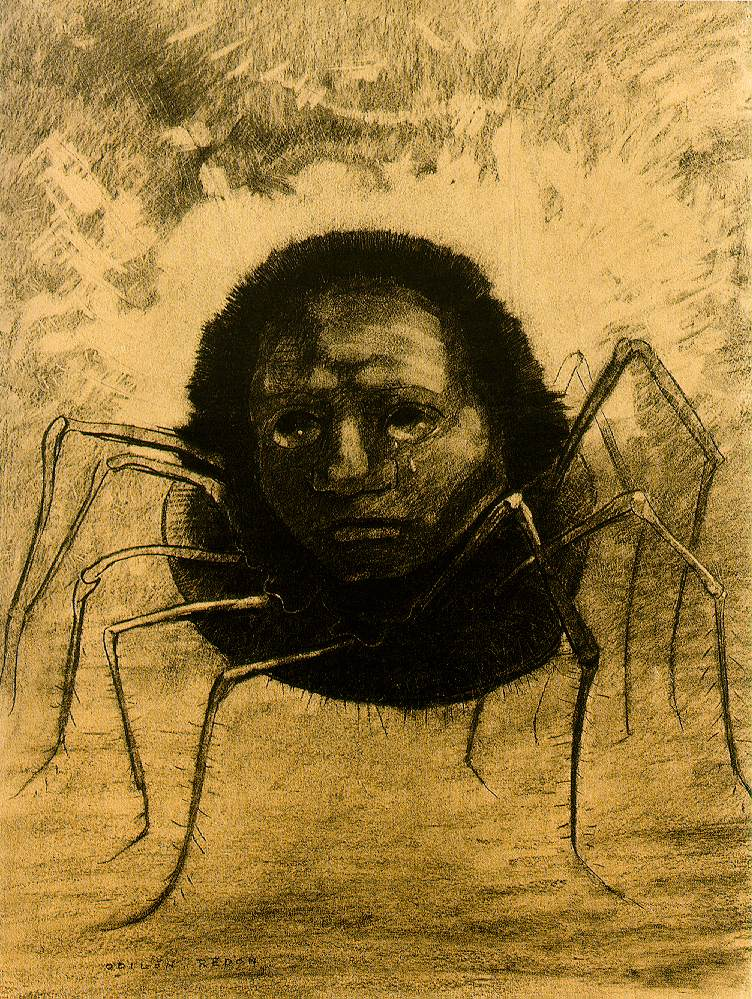
Плачущий паук. 1881. Бумага, уголь. Частное собрание
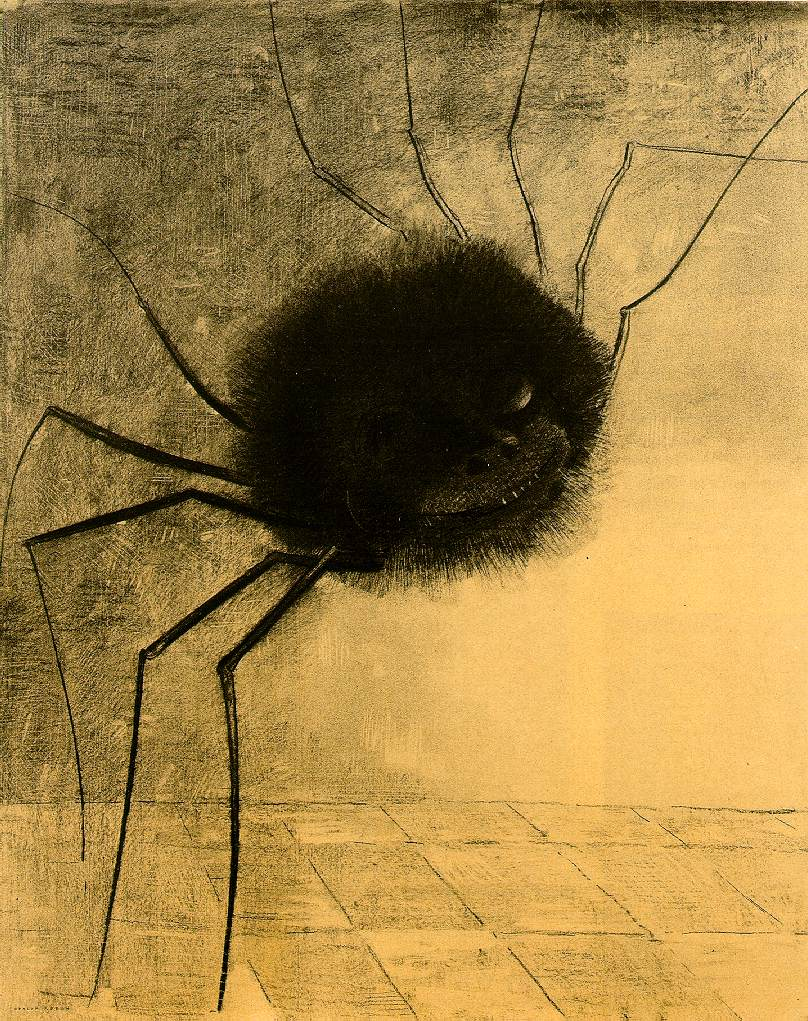
Улыбающийся паук. 1881. Бумага, уголь. Лувр, Париж

С 1890 года Редон всё чаще обращался к живописи маслом, рисованию пастелью, экспериментировал с цветом. Редон отказался от «чёрных», стал использовать многоцветную пастель и масло, и в его последующих произведениях доминировал цвет. Он создал «Еву», свою первую обнажённую женскую фигуру. Он начал иллюстрировать литературные тексты живописью, как свои собственные, такие как «Les Yeux clos» или «Les Origines», так и тексты других авторов из фантастической вселенной, особенно Эдгара Аллана По.
Широко известны его квадрига, парящая в цветных облаках, и абстрактные изображения медуз, моллюсков и других морских обитателей. Эти многоцветные картины идеального мира оживают благодаря глубоким переливам красочной фактуры. 2 апреля 1906 года он писал своему другу Бонже: «В масляной фактуре есть что-то колдовское: она подчиняет тебя, удерживает у мольберта, с каждым днём всё мучительнее, всё сильнее».
Для позднего этапа творчества Редона характерны полихромия и иная тематика. Его привлекали бабочки, цветы, мотыльки, растения как выражение роста, движения, трансформации, «вечные цветы» как живые существа или образ «женщины-цветка», навеянный поэзией Малларме, Стефан Стефана Малларме. Ж. К. Гюисманс заметил, что «Редон своей бредовой фантастикой создавал новую дрожь» .
В 1899 году Морис Дени представил его группе «Наби» и изобразил его в 1900 году в «Посвящении Сезанну» стоящим перед картиной Сезанна в окружении Пьера Боннара, Эдуарда Вюйяра, Кер-Ксавье Русселя, Поля Серюзье, Андре Меллерио и Амбруаза Воллара. Вместе с Морисом Дени он выполнил декоративные росписи для своего друга, композитора Эрнеста Шоссона, в его частном особняке на бульваре Курсель, 22, а также в замке Домси-сюр-ле-Во в Бургундии своего друга и покровителя Робера де Домси, с которым он путешествовал по Италии. В 1910—1911 годах по заказу Гюстава Файе Редон расписал библиотеку аббатства Фонфруад в департаменте Од.
Причины обращения художника к полихромной живописи биографы художника объясняют по-разному. Одни говорят о том, что, взявшись за краски, мастер будто бы «примирился с реализмом». Однако «цветные» картины Редона не менее фантастичны, чем его чёрно-белые работы. Другие полагают, что художник «устремился к ярким цветам как к потерянному раю». Перемену в стиле живописи сам художник объяснял так: «Я понял, что, постепенно разматываясь, лента жизни дарит нам не только печаль, но и радость. Если творчество художника — это песнь о его жизни, то, помимо печальных чёрно-белых нот, в ней должны звучать хотя бы отдельные красочные ноты радости».

## Произведения «цветного периода»

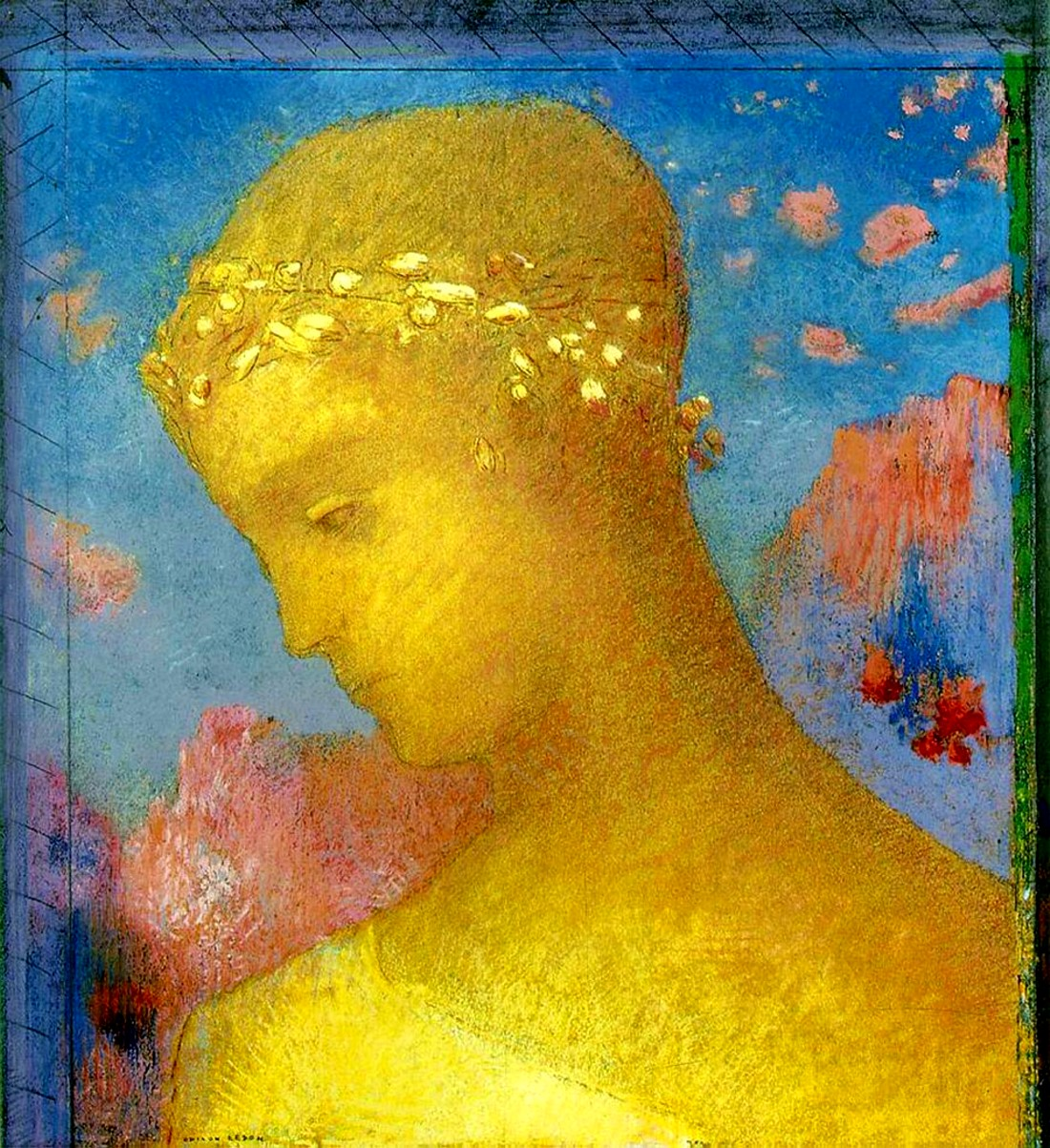
Беатриче. 1885. Бумага, пастель. Частное собрание
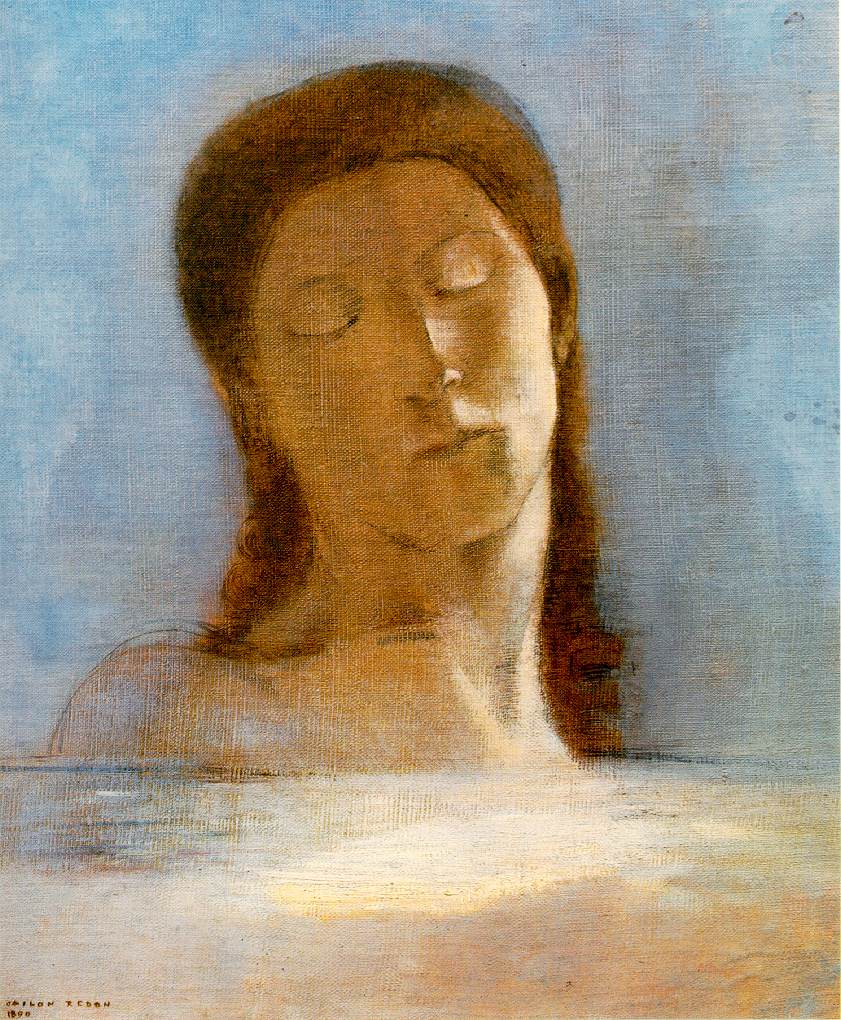
Закрытые глаза. 1890. Холст на дереве, масло. Музей Орсе, Париж
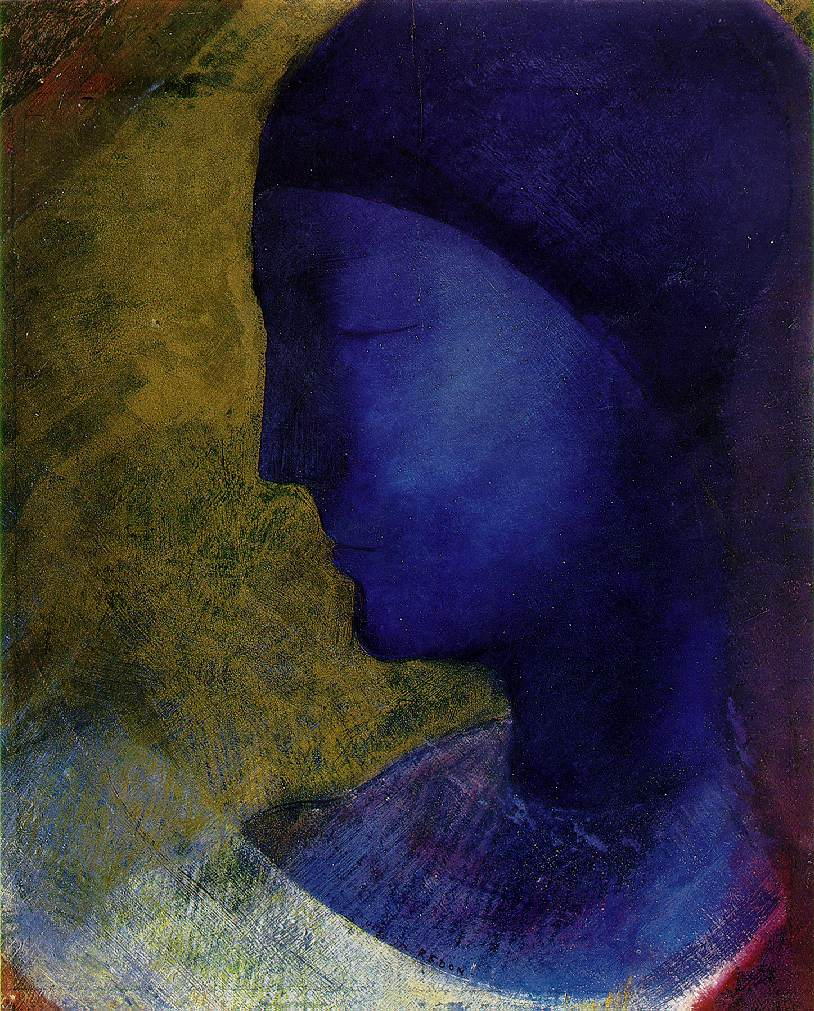
Золотая клетка. 1892. Бумага, масло, золочение, пастель. Британский музей, Лондон
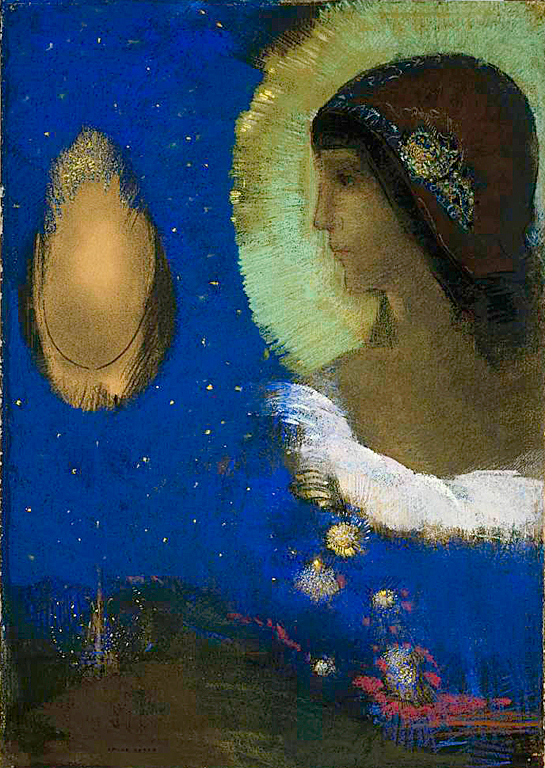
Сита. 1893. Цветная бумага, пастель, уголь. Чикагский институт искусств, США
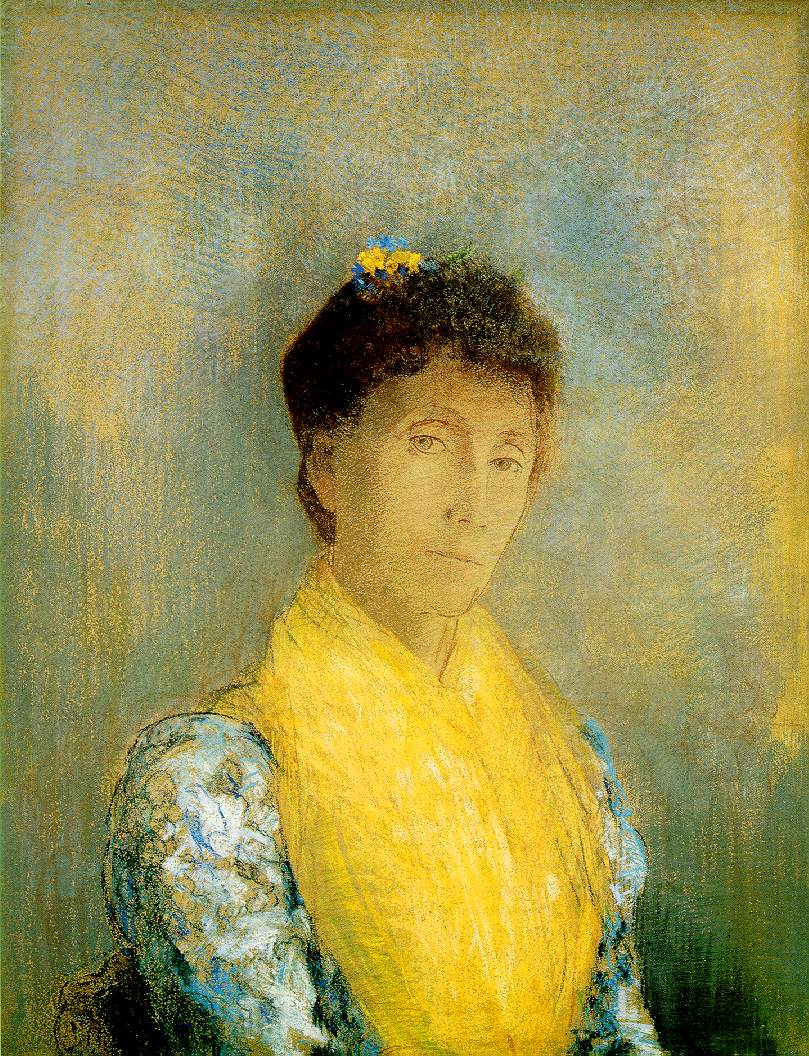
Женщина в жёлтом корсаже. 1899.
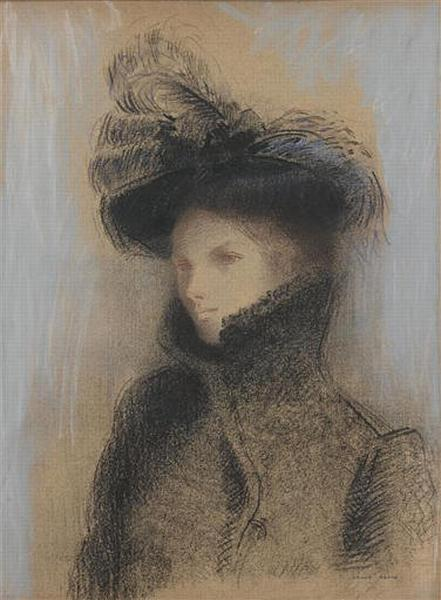
Портрет Марии Боткиной. 1900. Бумага, уголь, пастель
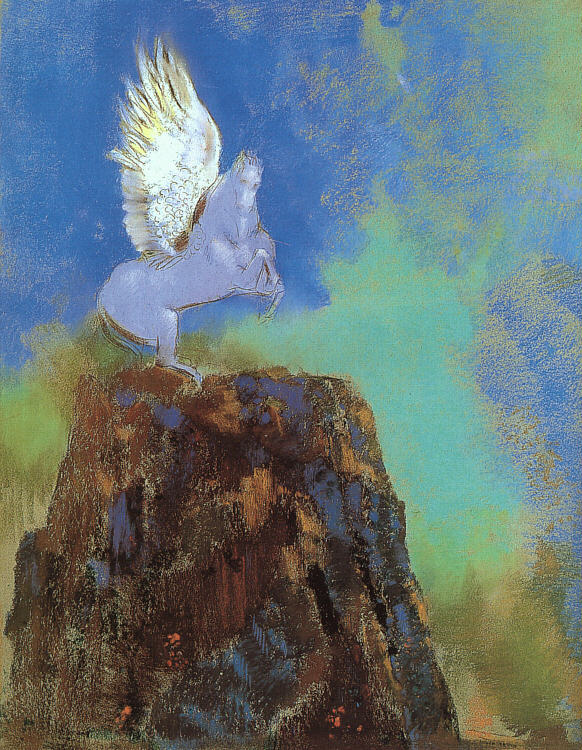
Пегас. 1900. Бумага, пастель. Музей искусств, Хиросима, Япония
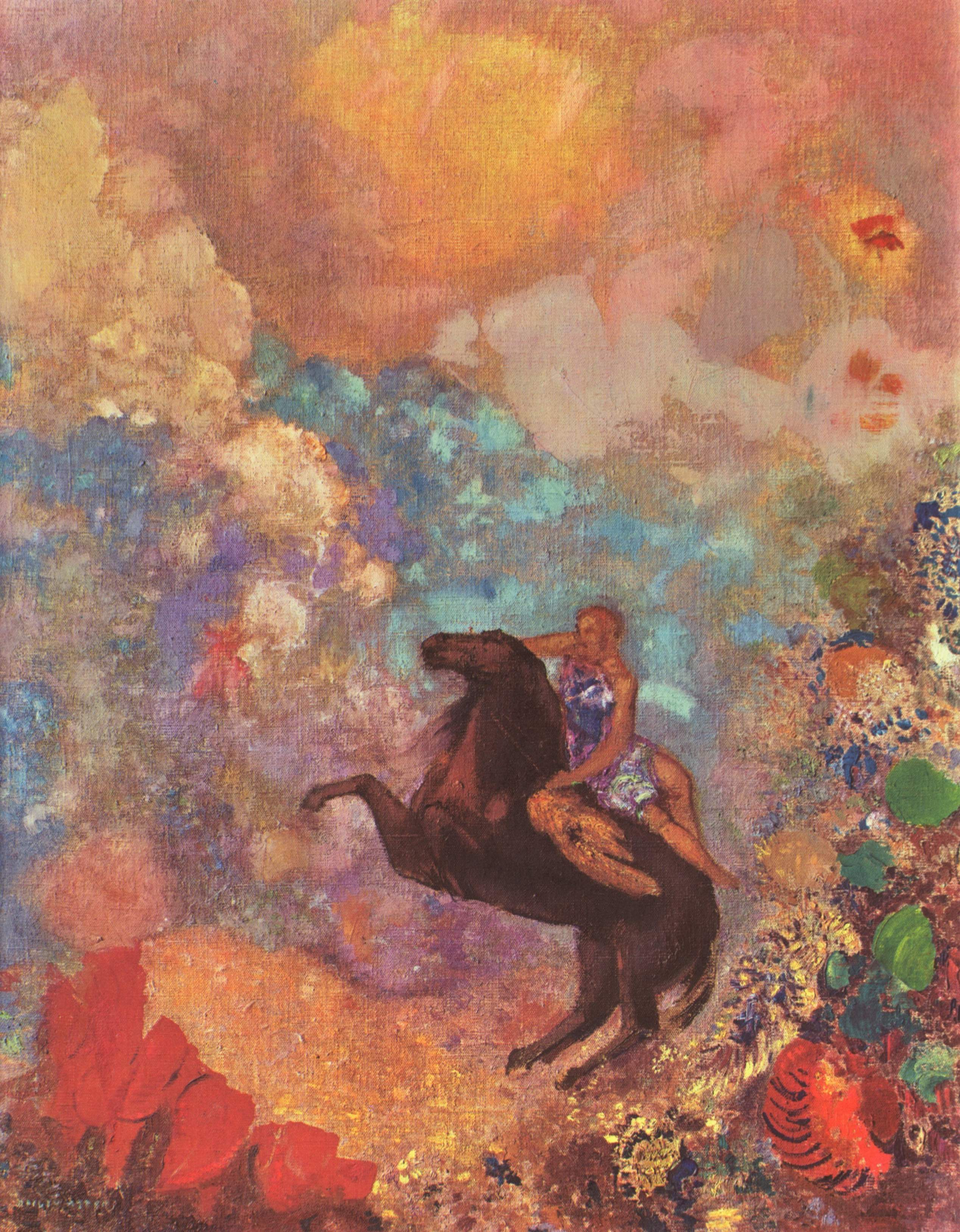
Муза на Пегасе. 1900. Холст, масло, пастель (?). Частное собрание
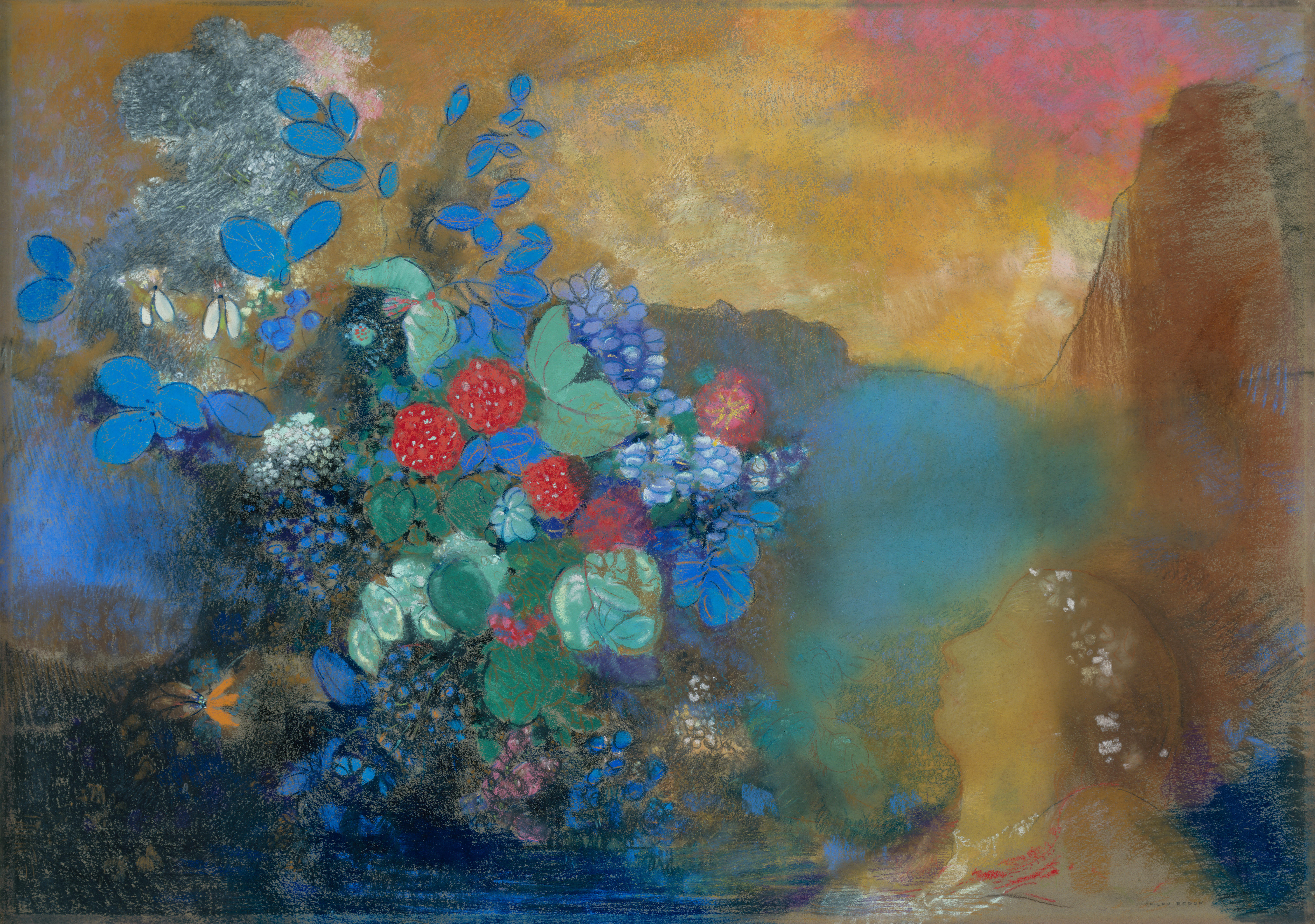
Офелия среди цветов. Между 1905 и 1908. Бумага, пастель. Национальная галерея, Лондон
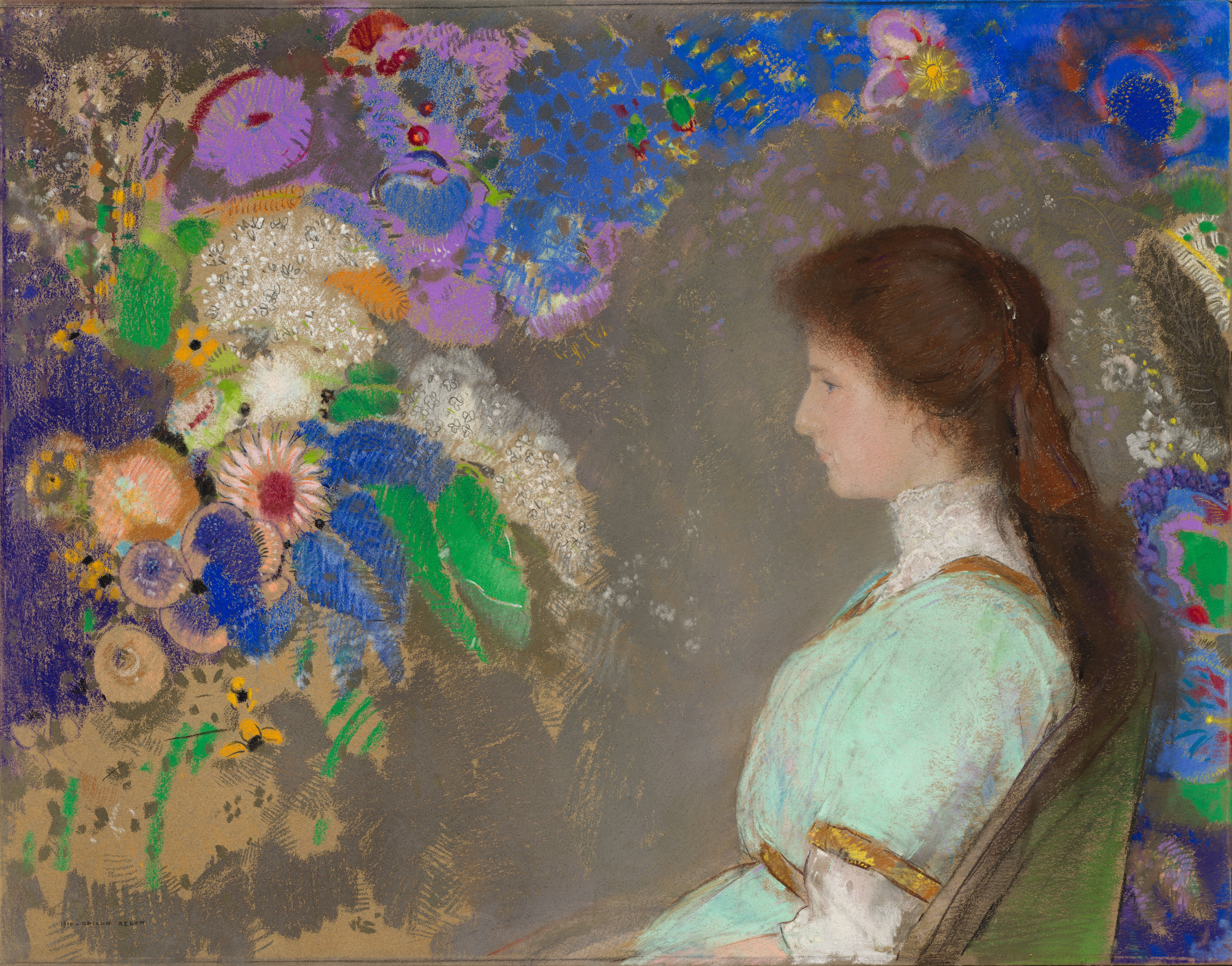
Портрет Виолетты Хейман. 1910. Бумага, пастель. Художественный музей, Кливленд, США
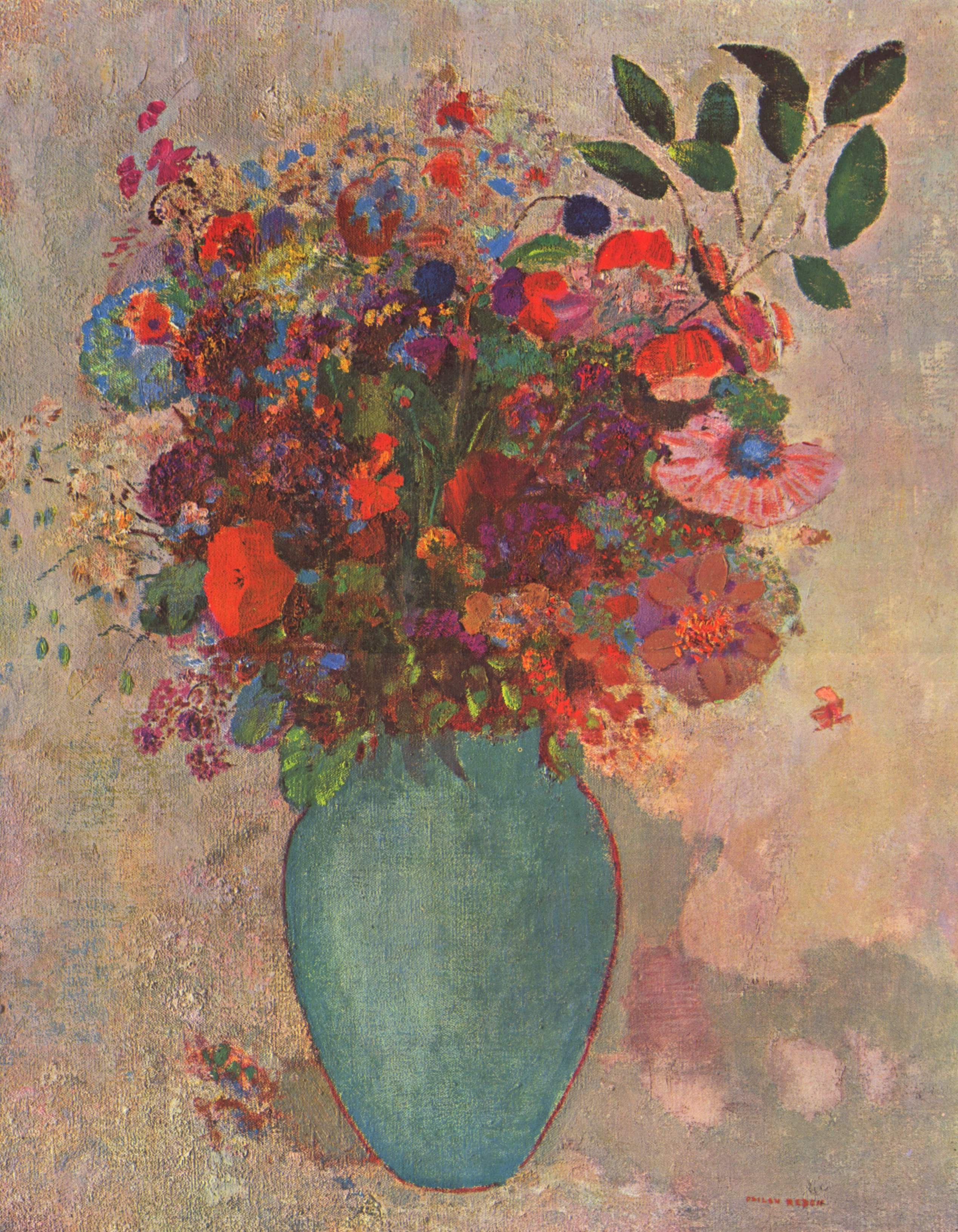
Бирюзовая ваза. 1911. Холст, масло, пастель (?). Частное собрание
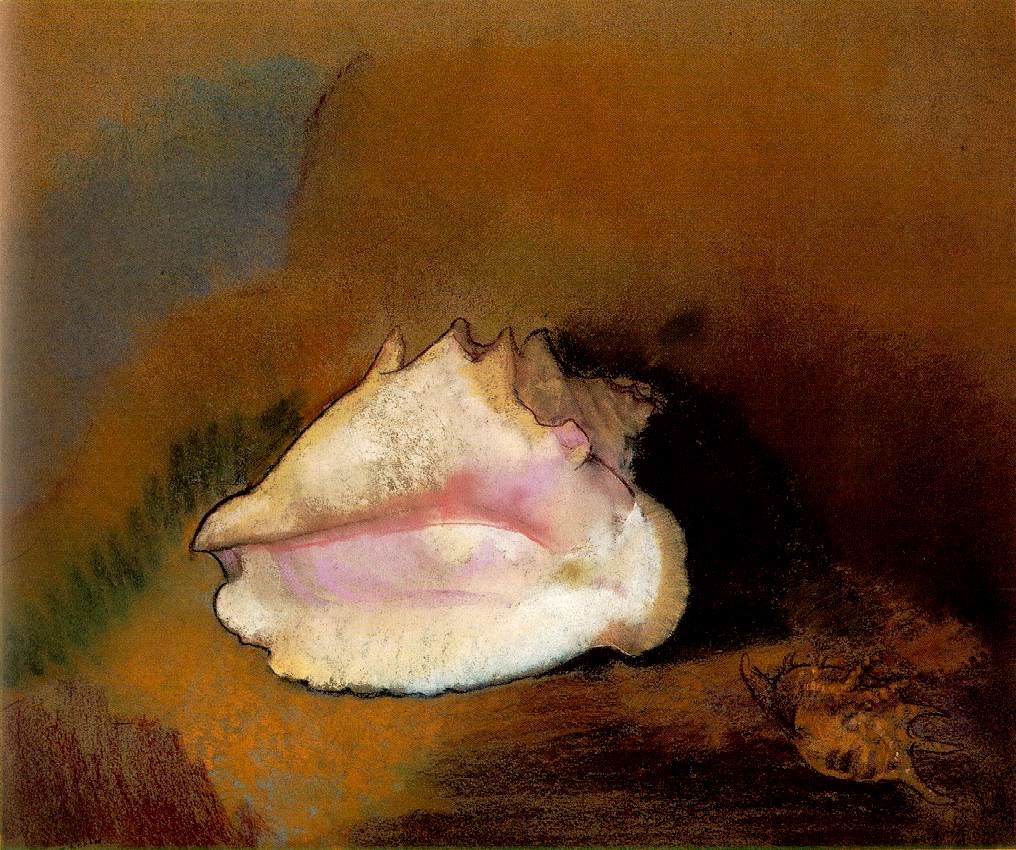
Морская раковина. 1912. Бумага, пастель. Музей Орсе, Париж
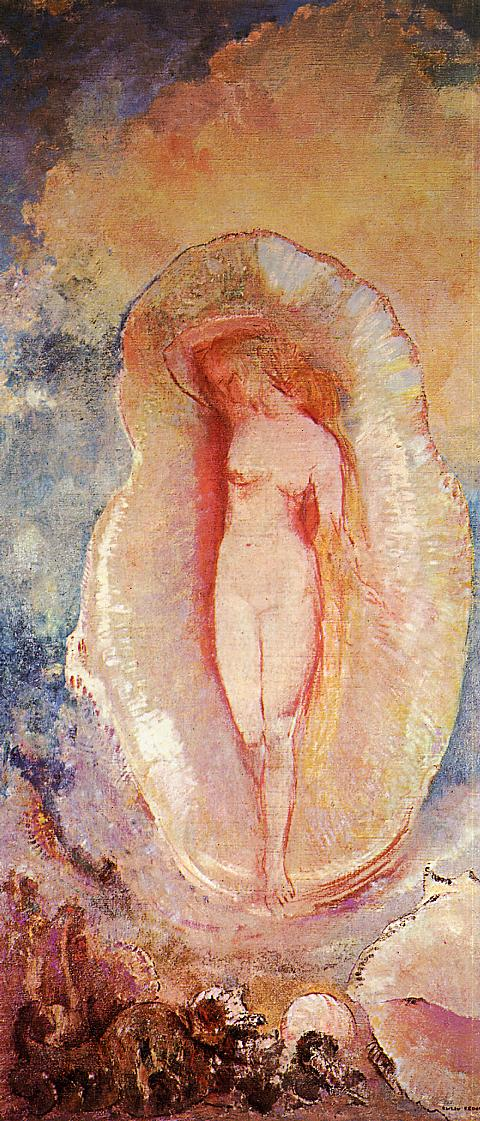
Рождение Венеры. 1912. Холст, масло. Музей современного искусства, Нью-Йорк
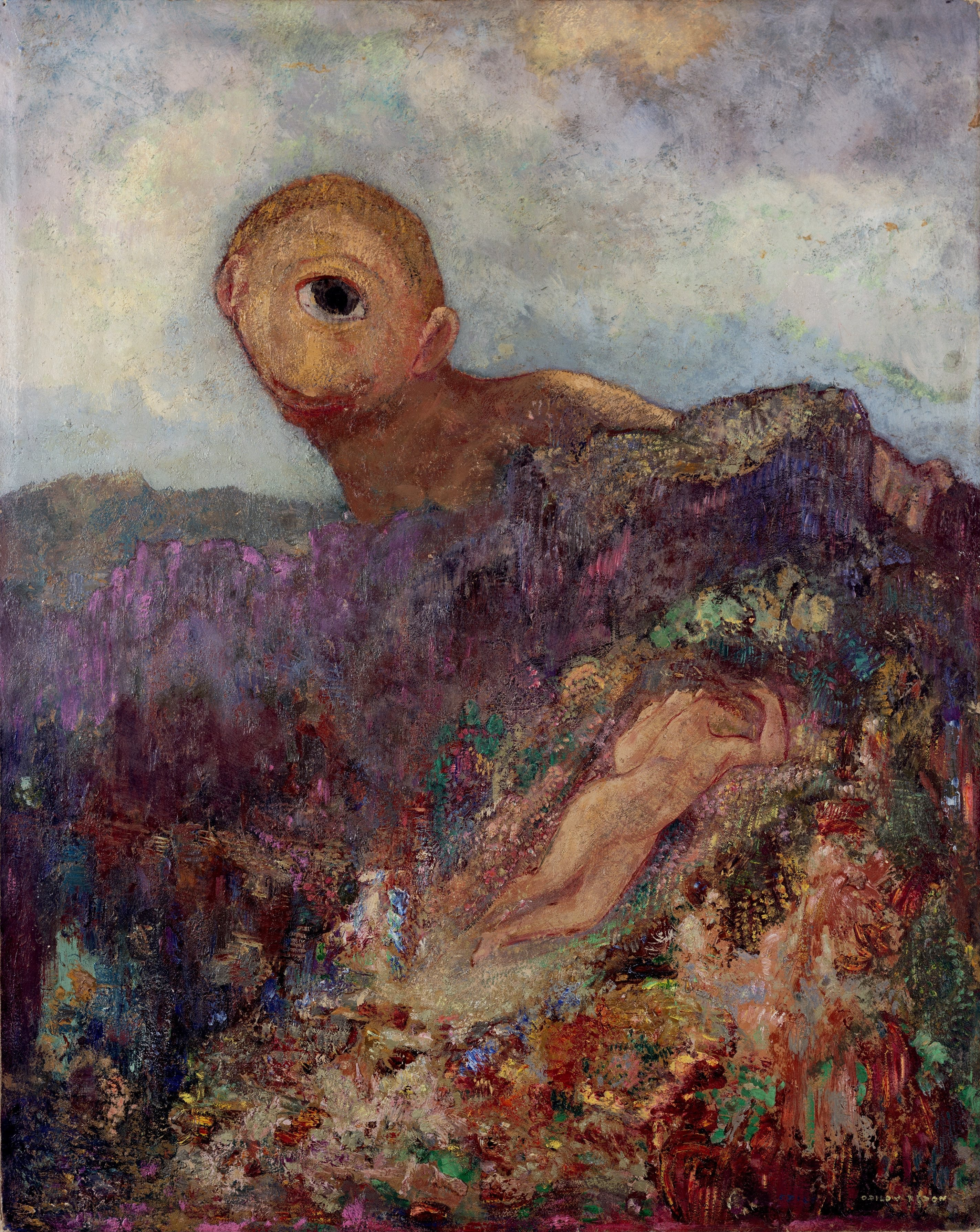
Циклоп. Ок. 1914. Картон на дереве, масло. 	Музей Крёллер-Мюллер, Оттерло, Нидерланды

Творчество Редона совпало по времени с расцветом импрессионизма, но оно абсолютно самобытно Его картины по форме и содержанию близки к экспрессионизму и сюрреализму, хотя этих художественных направлений в то время ещё не существовало. Поэтому Редона иногда называют предвестником ирреализма.
Рисунками Одилона Редона были оформлены два номера журнала русских символистов «Весы»: № 4 и № 5 за 1904 год. Там же были помещены статьи о художнике В. Брюсова и М. Волошина .